# Matías Pastor
Matías Pastor Sancho (Urrea de Gaén (Teruel), 1866 - Zaragoza, 12 de diciembre de 1921) fue un sindicalista y político de España que tuvo especial relevancia en el movimiento obrero de la ciudad de Zaragoza, mediante el sindicato Unión General de Trabajadores (UGT) y el partido político Partido Socialista Obrero Español  (PSOE).
Considerado padre del socialismo aragonés, antes de emigrar a Zaragoza había sido secretario de la agrupación socialista (PSOE) de Bilbao. En 1890 fundó la Sociedad de Obreros Canteros de Zaragoza, y al año siguiente la agrupación socialista de Zaragoza, de la cual fue nombrado presidente. 
Participó en el IV Congreso del PSOE en representación de la agrupación socialista que presidía en 1894. 
En 1900 participó en la constitución de la Federación Local de Sociedades Obreras de Zaragoza, de la cual ocupó la presidencia hasta 1905, año en que abandonó la actividad sindical para trabajar en la Junta Local de Reformas Sociales, a través de la cual procuró desarrollar una labor que favoreciese a la clase obrera. Tuvo una estrecha amistad con otras personalidades del socialismo español como Pablo Iglesias y Antonio García Quejido, ambos fundadores del PSOE y de la UGT.